# Lista de prefeitos de Varginha
Esta é a lista de prefeitos do município de Varginha, estado brasileiro de Minas Gerais.
Na lista abaixo dos governantes, estão os nomes, o período do mandato, a filiação partidária à época e comentários para observação, quando pertinente for. No total a cidade já teve 46 governantes desde sua fundação.
O livro de atas da Câmara Municipal do período entre fevereiro de 1892 e março de 1910 está desaparecido até hoje. Assim, na lista abaixo ainda é necessário a verificação dos documentos comprovando o período de mandato de cada governante. Embora o período entre 1892 e 1910 seja longo (dezoito anos), o governante João Urbano faz referência ao desaparecimento de apenas um livro. É possível, também, que as atas desse período tenham sido registradas em mais de um livro, como era de costume a época, o que seria necessária uma investigação.
Ainda segundo João Urbano de Figueiredo, foi Antônio Pedro Mendes o responsável pelo desaparecimento do livro de atas da Câmara Municipal.
O cargo de prefeito no Brasil, foi criado em 11 de abril de 1835, pela assembleia provincial paulista, em reação aos amplos poderes conferidos pelo Código de Processo Criminal de 1832 às câmaras municipais. Seguiram o exemplo paulista seis províncias do nordeste brasileiro (Alagoas, Ceará, Maranhão, Paraíba, Pernambuco e Sergipe).
Sob a vigente ordem constitucional, essa designação é dada ao funcionário público do Poder Executivo municipal, que exerce seu cargo em função de uma legislatura (mandato), sendo para tanto eleito a cada quatro anos, podendo ser reeleito por mais 4 anos (segundo mandato).
Funções
O poder executivo municipal chefia a administração e comanda os serviços públicos, tendo como comandante o prefeito.
A partir da constituição brasileira de 1934, o cargo de prefeito passou a ser o único, em todo o Brasil, ao qual estão atribuídas as funções de chefe do poder executivo do governo local, em simetria aos chefes dos executivos da União e do estado, portanto, em forma monocrática. Este texto quer dizer que deverá haver harmonia e integração de ação entre as esferas envolvidas sem a intervenção de uma na outra, exceto nos casos previstos na Constituição Federal.
Eleições
O prefeito é eleito por sufrágio universal, secreto, direto, em pleito simultâneo em todo o País, realizado a cada quatro anos, no primeiro domingo de outubro.
E trinta dias após tem lugar o segundo turno, se o eleito em primeiro lugar não atingir 50% dos votos válidos mais um voto, no caso de municípios com mais de duzentos mil eleitores.
Conforme a legislação eleitoral atual no Brasil para tornar-se elegível, exige-se uma série de requisitos;
- Possuir nacionalidade brasileira ou portuguesa (neste caso, o cidadão português deve se encontrar amparado pelo Estatuto de Igualdade entre Portugueses e Brasileiros),
- Título de eleitor em dia e estar em gozo pleno do exercício dos direitos políticos,
- Domicilio eleitoral na circunscrição na qual o candidato se apresenta,
- Filiação partidária,
- Ser alfabetizado (tópico invalidado pela atual constituição brasileira de 1988),
- Desincompatibilização de cargo público — Se ocupa um cargo público deve sair seis meses antes das eleições e voltar caso possa só após seis meses ao pleito eleitoral,
- Renúncia de outro mandado até seis meses antes do pleito e não ser parente afim ou consangüíneo, até segundo grau, ou cônjuge de titular de cargo eletivo; pode, entretanto, ser candidato à reeleição (artigo 14 da Constituição),
- Ter idade mínima de 21 anos.

## Período monárquico
| Nº | Nome                                   | Imagem                | Partido             | Início do mandato      | Fim do mandato         | Observações                             |
| -- | -------------------------------------- | --------------------- | ------------------- | ---------------------- | ---------------------- | --------------------------------------- |
| 1  | Major Matheus Tavares da Silva         |                       | Partido Conservador | 17 de dezembro de 1882 | 14 de janeiro de 1884  | Presidente da Câmara Municipal          |
| 2  | Alferes José Maximiano Baptista        |                       | Partido Conservador | 14 de janeiro de 1884  | 12 de janeiro de 1885  | Presidente da Câmara Municipal          |
| 2  | Alferes José Maximiano Baptista        | 12 de janeiro de 1885 | Partido Conservador | 12 de janeiro de 1886  |                        | Presidente da Câmara Municipal          |
| 3  | Domingos Teixeira de Carvalho          |                       | Partido Conservador | 12 de janeiro de 1886  | 7 de janeiro de 1887   | Presidente da Câmara Municipal          |
| 4  | Major Evaristo Gomes de Paiva          |                       | Partido Conservador | 7 de janeiro de 1887   | 7 de janeiro de 1888   | Presidente da Câmara Municipal          |
| 4  | Major Evaristo Gomes de Paiva          | 7 de janeiro de 1888  | Partido Conservador | 8 de janeiro de 1889   |                        | Presidente da Câmara Municipal          |
| 5  | Domingos Teixeira de Resende           |                       | Partido Conservador | 8 de janeiro de 1889   | 8 de julho de 1889     | Presidente Interino da Câmara Municipal |
| 6  | Capitão Antônio Caetano da Rocha Braga |                       | Partido Liberal     | 8 de julho de 1889     | 22 de novembro de 1889 | Presidente da Câmara Municipal          |

## Período republicano
| Nº | Nome                                      | Imagem                | Partido                                          | Início do mandato       | Fim do mandato                                                                            | Observações |
| -- | ----------------------------------------- | --------------------- | ------------------------------------------------ | ----------------------- | ----------------------------------------------------------------------------------------- | --- |
| 7  | Cel. José Justiniano de Rezende e Silva   |                       | Partido Republicano Mineiro PRM                  | 13 de fevereiro de 1890 | 29 de fevereiro de 1892                                                                   | Intendente municipal Um dos fundadores do partido republicano no município.                                            |
| 8  | Coronel Joaquim Baptista de Mello         |                       | Partido Republicano Mineiro PRM                  | 1892                    | 1893                                                                                      | Agente executivo e Presidente executivo da Câmara Municipal                                                            |
| 9  | Major Evaristo Gomes de Paiva             |                       | Partido Republicano Mineiro PRM                  | 1894                    | 1897                                                                                      | |
| 10 | Antônio Pinto de Oliveira                 |                       | Partido Republicano Mineiro PRM                  | 1898                    | 1903                                                                                      | |
| 11 | Coronel Antônio Justiniano R. Xavier      |                       | Partido Republicano Mineiro PRM                  | 1904                    | 1906                                                                                      | |
| 12 | Tenente-coronel Antônio Pedro Mendes      |                       | Partido Republicano Mineiro PRM                  | 1909                    | 1910                                                                                      | Presidente da Câmara Municipal (República Oligárquica)                                                                 |
| 13 | Coronel João Urbano de Figueiredo         |                       | Partido Republicano Mineiro PRM                  | 14 de abril de 1910     | 1910                                                                                      | Presidente da Câmara Municipal (República Oligárquica)                                                                 |
| 14 | Antônio Rotundo                           |                       | Partido Republicano Mineiro PRM                  | 14 de abril de 1910     | 9 de setembro de 1910                                                                     | Presidente interino da Câmara Municipal (República Oligárquica). Primeiro imigrante italiano eleito vereador na cidade |
| 15 | Adélio Justiniano de Rezende e Silva      |                       | Partido Republicano Mineiro PRM                  | 9 de setembro de 1910   | 14 de janeiro de 1911                                                                     | Presidente da Câmara Municipal (República Oligárquica). Renunciou ao cargo.                                            |
| 16 | Major Manoel Joaquim da Silva Bittencourt |                       | Partido Republicano Mineiro PRM                  | 14 de janeiro de 1911   | 1° de junho de 1912                                                                       | Presidente da Câmara Municipal (República Oligárquica)                                                                 |
| 17 | Major Evaristo de Souza Soares            |                       | Partido Republicano Mineiro PRM                  | 1° de junho de 1912     | 31 de dezembro de 1915                                                                    | Presidente da Câmara Municipal (República Oligárquica)                                                                 |
| 18 | Affonso de Oliveira Castro                |                       | Partido Republicano Mineiro PRM                  | 1° de janeiro de 1916   | 31 de dezembro de 1918                                                                    | Presidente da Câmara Municipal (República Oligárquica)                                                                 |
| 19 | José Augusto de Paiva                     |                       | Partido Republicano Mineiro PRM                  | 1919                    | 1924                                                                                      | |
| 20 | Álvaro de Paula Costa                     |                       | Partido Republicano Mineiro PRM                  | 1925                    | 1929                                                                                      | |
| 21 | José Augusto de Paiva                     |                       | Partido Progressista PP                          | 1930                    | 1935                                                                                      | |
| 22 | Jacy de Figueiredo                        |                       | Partido Progressista PP                          | 1936                    | 10 de novembro de 1937                                                                    | Deposto pelo Estado Novo                                                                                               |
| 23 | Manoel Rodrigues de Souza                 |                       | Partido Progressista PP                          | 1937                    | 1945                                                                                      | |
| 24 | Braz Paione                               |                       | Partido Social Democrático PSD                   | 1945                    | 1946                                                                                      | Prefeito eleito |
| 25 | Alfredo Lobo                              |                       | Partido Social Democrático PSD                   | 1945                    | 1945                                                                                      | Governou por três meses                                                                                                |
| 26 | José Gouveia de Vilhena                   |                       | Partido Social Democrático PSD                   | 1946                    | 1946                                                                                      | |
| 27 | Wladimir de Resende Pinto                 |                       | União Democrática Nacional UDN                   | 1947                    | 1947                                                                                      | |
| 28 | José Justiniano dos Reis                  |                       | União Democrática Nacional UDN                   | 1947                    | 1947                                                                                      | |
| 29 | Mathias Antônio Moinhos de Vilhena        |                       | União Democrática Nacional UDN                   | 1947                    | 1950                                                                                      | Prefeito eleito em sufrágio universal                                                                                  |
| 30 | João Vidal Filho                          |                       | Partido Social Democrático PSD                   | 1951                    | 1954                                                                                      | Prefeito eleito em sufrágio universal                                                                                  |
| 31 | José Bueno de Almeida                     |                       | Partido Social Democrático PSD                   | 1955                    | 1958                                                                                      | Prefeito eleito em sufrágio universal                                                                                  |
| 32 | José Rezende Paiva                        |                       | Partido Trabalhista Brasileiro PTB               | 1959                    | 1962                                                                                      | Prefeito eleito em sufrágio universal                                                                                  |
| 33 | José Braga Jordão                         |                       | Partido Libertador PL                            | 1963                    | 1966                                                                                      | Prefeito eleito em sufrágio universal                                                                                  |
| 34 | Jacy de Figueiredo                        |                       | Aliança Renovadora Nacional ARENA                | janeiro de 1967         | março de 1970                                                                             | Prefeito eleito em sufrágio universal                                                                                  |
| 35 | João Eugênio do Prado                     |                       | Movimento Democrático Brasileiro MDB             | 1971                    | 1972                                                                                      | Prefeito eleito em sufrágio universal                                                                                  |
| 36 | Aloysio Ribeiro de Almeida                |                       | Aliança Renovadora Nacional ARENA                | 1973                    | 1976                                                                                      | Prefeito eleito em sufrágio universal                                                                                  |
| 37 | Eduardo Benedito Ottoni                   |                       | Movimento Democrático Brasileiro MDB             | 1977                    | 1982                                                                                      | Prefeito eleito em sufrágio universal                                                                                  |
| 38 | Ronaldo Venga                             |                       | Partido do Movimento Democrático Brasileiro PMDB | 1982                    | 1982                                                                                      | |
| 39 | Dilzon Luiz de Melo                       |                       | Partido Trabalhista Brasileiro PTB               | 1983                    | 31 de dezembro de 1988                                                                    | Prefeito eleito em sufrágio universal                                                                                  |
| 40 | Antônio Silva                             |                       | Partido do Movimento Democrático Brasileiro PMDB | 1° de janeiro de 1989   | 31 de dezembro de 1992                                                                    | Prefeito eleito em sufrágio universal                                                                                  |
| 41 | Aloysio Ribeiro de Almeida                |                       | Partido Progressista Brasileiro PPB              | 1° de janeiro de 1993   | 31 de dezembro de 1996                                                                    | Prefeito eleito em sufrágio universal                                                                                  |
| 42 | Antônio Silva                             |                       | Partido do Movimento Democrático Brasileiro PMDB | 1° de janeiro de 1997   | 31 de dezembro de 2000                                                                    | Prefeito eleito em sufrágio universal                                                                                  |
| 43 | Mauro Tadeu Teixeira                      |                       | Partido dos Trabalhadores PT                     | 1° de janeiro de 2001   | 31 de dezembro de 2004                                                                    | Prefeito eleito em sufrágio universal                                                                                  |
| 43 | Mauro Tadeu Teixeira                      | 1° de janeiro de 2005 | Partido dos Trabalhadores PT                     | 31 de dezembro de 2008  | Prefeito reeleito em sufrágio universal                                                   | |
| 44 | Eduardo Antônio de Carvalho               |                       | Partido dos Trabalhadores PT                     | 1 de janeiro de 2009    | 31 de dezembro de 2012                                                                    | Prefeito eleito em sufrágio universal                                                                                  |
| 45 | Antônio Silva                             |                       | Partido Trabalhista Brasileiro PTB               | 1° de janeiro de 2013   | 31 de dezembro de 2016                                                                    | Prefeito eleito |
| 45 | Antônio Silva                             | 1° de janeiro de 2017 | Partido Trabalhista Brasileiro PTB               | 6 de abril de 2020      | Prefeito reeleito em sufrágio universal que renunciou ao cargo, por razões de foro íntimo | |
| 46 | Verdi Lucio Melo                          |                       | Avante                                           | 7 de abril de 2020      | 31 de dezembro de 2020                                                                    | Vice-prefeito eleito no cargo de Prefeito, assumiu após a renúncia do titular                                          |
| 46 | Verdi Lucio Melo                          | 1° de janeiro de 2020 | Avante                                           | 31 de dezembro de 2024  | Prefeito eleito                                                                           | |
| 47 | Leonardo Vinhas Ciacci                    |                       | Partido Social Democrático PSD                   | 1° de janeiro de 2025   | Em exercício                                                                              | Prefeito eleito |